# Tallulah Bankhead
Tallulah Brockman Bankhead (Huntsville, 1902. január 31. – New York, 1968. december 12.) amerikai színésznő. Elsősorban színpadi színésznő volt, de számos kiemelkedő filmben is szerepelt, többek között Alfred Hitchcock Mentőcsónak (1944) című filmjében. Rövid, de sikeres rádiós karriert futott be, és a televízióban is szerepelt. Összesen közel 300 filmes, színpadi, televíziós és rádiós szerepe volt pályafutása során. 1972-ben felvették az Amerikai Színházi Hírességek Csarnokába, 1981-ben pedig az Alabama Women's Hall of Fame-be.

## Élete
1902. január 31-én született az alabamai Huntsville-ben, William Brockman Bankhead és Adelaide Eugenia "Ada" Bankhead (született Sledge) gyermekeként; ükapja, James Bankhead (1738-1799) az írországi Ulsterben született, és Dél-Karolinában telepedett le. "Tallu" az apai nagyanyjáról kapta a nevét, aki viszont a georgiai Tallulah Falls után kapta a nevét. Apja a Bankhead-Brockman családból származott, amely főleg az alabamai Demokrata Pártban tevékenykedett. Apja 1936 és 1940 között az Egyesült Államok képviselőházának elnöke volt. John H. Bankhead II szenátor unokahúga és John H. Bankhead szenátor unokája volt. Édesanyja, Adelaide "Ada" Eugenia a Mississippi állambeli Comóból származott, és egy másik férfi jegyese volt. Mikor Huntsville-be utazott, hogy megvegye az esküvői ruháját, megismerkedett William Bankheaddel. Első látásra egymásba szerettek, és 1900. január 31-én házasodtak össze a Tennessee állambeli Memphisben. Első gyermekük, Evelyn Eugenia (1901. január 24. - 1979. május 11.) két hónappal korábban született. Látási nehézségekkel küzdött
Bankhead gyerekkori barátja volt az amerikai írónőnek, Zelda Sayre Fitzgeraldnak. 

## Halála
Bankhead az 1950-es évek végén költözött a 230 East 62nd Streetre, majd a 333 East 57th Streetre. 
Bankhead 1968. december 12-én, 66 éves korában halt meg a manhattani St. Luke's Kórházban. A halál oka mellhártyagyulladás volt. Tüdőgyulladását a cigarettázás és az alultápláltság miatti tüdőtágulás nehezítette, de súlyosbíthatta az akkoriban endémiás influenza egyik fajtája is. Utolsó értelmes szavai állítólag a következők voltak: "kodein ... bourbon".
Annak ellenére, hogy élete nagy részében szegénynek vallotta magát, Bankhead 2 millió dolláros (2021-ben 15 584 689 dollárnak megfelelő) vagyont hagyott hátra.
1968. december 14-én a marylandi Chestertownban lévő St. Paul's Episcopal Churchben zártkörű temetést tartottak; Bankheadet a St. Paul's temetőben temették el.
1968. december 16-án a New York-i St. Bartholomew's Episcopal Churchben megemlékezést tartottak Bankhead tiszteletére.